# جوئله دیکس
جوئله دیکس (ایتالیایی: Gioele Dix؛ زادهٔ ۳ ژانویهٔ ۱۹۵۶) بازیگر و کمدین اهل ایتالیا است.
از فیلم‌هایی که وی در آن نقش داشته است، می‌توان به زن‌ها دیوانه‌ام می‌کنند و همه مردان بی‌کفایت اشاره کرد.